# Zhang Boheng
Zhang Boheng, född 4 mars 2000 i Hunan, är en kinesisk gymnast.

## Karriär
Vid världsmästerskapen i artistisk gymnastik 2021 tog han guld i mångkampen. Vid världsmästerskapen i artistisk gymnastik 2022 tog han guld i lagtävlingen och silver i mångkampen.